# When the Heart Calls (film 1914)
When the Heart Calls è un cortometraggio muto del 1914 diretto da Herbert Brenon.

## Produzione
Il film fu prodotto dall'Independent Moving Pictures Co. of America (IMP).

## Distribuzione
Distribuito dall'Universal Film Manufacturing Company, uscì nelle sale cinematografiche USA il 6 agosto 1914.